# Bomintzá
Bomintzá är en ort i Mexiko.   Den ligger i kommunen Tolimán och delstaten Querétaro Arteaga, i den centrala delen av landet, 190 km nordväst om huvudstaden Mexico City. Bomintzá ligger 1 980 meter över havet och antalet invånare är 596.
Terrängen runt Bomintzá är lite bergig. Runt Bomintzá är det ganska glesbefolkat, med 28 invånare per kvadratkilometer. Närmaste större samhälle är San Pablo Tolimán, 13,9 km sydost om Bomintzá. Trakten runt Bomintzá består i huvudsak av gräsmarker.